# Détroit de Corfou
Le détroit de Corfou est un détroit de la mer Adriatique qui sépare les côtes de l'Albanie et l'île grecque de Corfou. Ce détroit débouche sur la mer Ionienne au sud. Il est utilisé par le transport local pour l'Albanie et la Grèce vers les ports de Saranda et Igoumenitsa. Il est aussi utilisé entre Corfou et la Grèce continentale dans le cadre des activités touristiques de cette île.

## Histoire
En 1946, le détroit de Corfou est le lieu d'incidents entre l'Albanie et le Royaume-Uni. 
Il s'agit des prémices de la guerre froide.

## Droit maritime
L'incident de Corfou est aussi à l'origine d'évolutions juridiques (jurisprudence détroit de Corfou) sur la théorie du passage innocent (ou passage inoffensif), qui conduiront en 1982 à la Convention de Montego Bay. Celle-ci précise dans son article 19 que si une navigation « ne porte pas atteinte à la paix, au bon ordre ou la sécurité de l’État côtier », et, qu'une fois cette condition remplie, « les navires de tous les États, côtiers ou sans littoral, jouissent du droit de passage inoffensif » à la suite, notamment, de cette jurisprudence.